# Тикудзё
Тикудзё (яп. 築上町 Тикудзё:-мати) — посёлок в Японии, находящийся в уезде Тикудзё префектуры Фукуока. Площадь посёлка составляет 119,35 км², население — 18 699 человек (1 августа 2014), плотность населения — 156,67 чел./км².

## Географическое положение
Посёлок расположен на острове Кюсю в префектуре Фукуока региона Кюсю. С ним граничат города Юкухаси, Будзен, Накацу и посёлок Мияко.

## Население
Население посёлка составляет 18 699 человек (1 августа 2014), а плотность — 156,67 чел./км². Изменение численности населения с 1980 по 2005 годы:
| 1980 | 25 699 чел. |  |
| 1985 | 25 706 чел. |  |
| 1990 | 24 383 чел. |  |
| 1995 | 23 070 чел. |  |
| 2000 | 21 848 чел. |  |
| 2005 | 20 837 чел. |  |

## Символика
Деревом посёлка считается камфорное дерево, цветком — цветок сливы японской, птицей — Cettia diphone.